# Porto di Senigallia
Il porto di Senigallia (in sigla: IT SEG) è un'infrastruttura situata sul mare Adriatico dedicata alla pesca commerciale, il turismo e al diporto nautico.

## Descrizione
Il porto di Senigallia è costituito dalla foce del fiume Misa prolungata da due moli: la diga di ponente e la diga di levante. Sulla sponda ovest del canale, lungo 595 m e largo 24 m, a circa 350 m dall'imboccatura, si trova l'entrata a tre darsene collegate tra loro da canalette: la prima larga 15 m e lunga 67 m; la seconda larga 16 m e lunga 55 m, e la terza lunga 54 m e larga 12 m.
Attualmente il porto è in stato quasi definitivo di ampliamento del molo di ponente e di ristrutturazione.
Caratteristica anche la "Penelope", statua realizzata dallo scultore Gianni Guerra nel 2004.
Secondo la classificazione nazionale dei porti italiani, quello di Senigallia in virtù del regio decreto n. 5477 del 3 giugno 1888 è un porto di 2ª categoria, 3ª classe.
Dal molo di levante viene impartita la benedizione del Mare, ogni anno alla vigilia dell'Assunzione di Maria Vergine.